# Botryllus elegans
Espèce
Synonymes
- Chorizocarpa elegans (Quoy & Gaimard, 1834)
- Distomus elegans Quoy & Gaimard, 1834

Botryllus elegans est une espèce d'ascidies de la famille des Styelidae.
Elle est trouvée au Mozambique et en Afrique du Sud.